# نمودار هرتسپرونگ-راسل
نمودار هرتسپرونگ راسل (به انگلیسی: Hertzsprung-Russell diagram) (یا نمودار H-R) نموداری است که رابطه‌ای بین  قدر مطلق, درخشندگی, رده‌بندی، و دمای مؤثر ستارگان به دست می‌دهد. این نمودار در سال ۱۹۱۰ و توسط  اینار هرتس‌اشپرونگ و هنری نوریس راسل ایجاد شده‌است.
در آغاز قرن بیستم، اینار هرتسیرونگ و هنری نوریس راسل، به یک طریق، با حذف کردن فاصله در نورانیت، یعنی بر مبنای قدر مطلق، نموداری از یک گروه از ستارگان تهیه کردند. آن‌ها با تعیین کردن یک محور به عنوان دما و محور دیگر به عنوان قدر مطلق، دریافتند که نقاط نشانگر ستارگان در این نمودار، در یک نوار باریک جای می‌گیرند. این نوار، رشته اصلی خوانده می‌شود. در این نمودار دیده می‌شود که اکثراً، ستارگان نورانی تر، داغ ترند و ستارگان کم نورتر، سردتر.
تعدادی از ستارگان، نورانی تر از آن ستارگان رشته اصلی هستند که همان دما را دارند. از این رو، این ستارگان استثنایی را غول می نامند و ستارگان باز هم نورانی تر از آن‌ها به ابرغول مشهورند. برخی از ستارگان نیز کم نورتر از آن ستارگان رشته اصلی هستند که همان دما را دارند. این ستارگان، کوتوله‌های سفید هستند. آن‌ها بسیار کوچکند و اندازه سیارات را دارند.ses

## نمودار

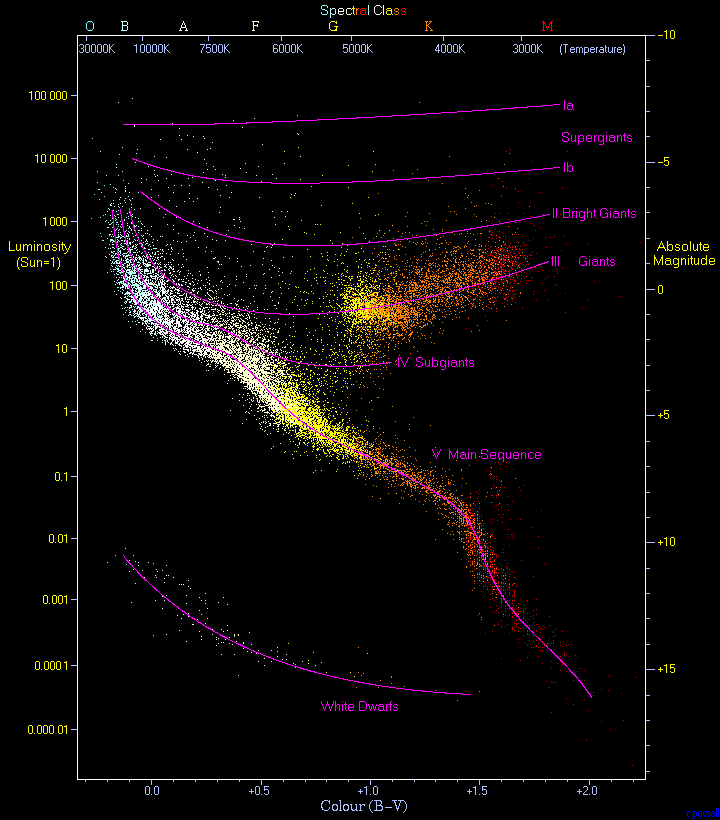
نمودار هرتسپرونگ راسل کشیده شده توسط ریچارد پول که شامل ۲۲٬۰۰۰ ستاره نزدیک فهرست شده توسط ابرخس است.خورشید در رشته اصلی جای دارد